# 6 أيام (فلم 2025)
٦ أيام هو فيلم مصري بدأ عرضه في 15 يناير 2025. أخرجه كريم شعبان، وهو أول فيلمٍ يخرجه. قصة الفيلم مأخوذة من فيلم يوم واحد المُنتج عام 2011، الذي يتناول قصة شاب وفتاة يحبان بعضهما، يلتقيان في نفس التاريخ لمدة 18 سنة.

## القصة
يلتقي فتى وفتاة في عمر المراهقة في نهاية الفصل الدراسي، وتبدأ قصة حب بينهما، لكنهما يفترقان بعد أن تقرر أم الفتاة الانفصال عن زوجها، والانتقال إلى مكان آخر. بعد سبع سنوات، يلتقي يوسف، طالب الطب (أحمد مالك)، بحبيبته السابقة عالية، التي تعمل نادلة (آية سماحة). يتفقان على اللقاء سنويًا في نفس التاريخ.

## الإنتاج
ألف الفيلم وائل حمدي، وأخرجه كريم شعبان، وهو من بطولة أحمد مالك، وآية سماحة.

## روابط خارجية
- ٦ أيام على موقع IMDb (الإنجليزية)
- ٦ أيام على موقع قاعدة بيانات الأفلام العربية
- ٦ أيام على موقع قاعدة بيانات الفيلم (الإنجليزية)
- ٦ أيام على موقع ليتربوكسد (الإنجليزية)